# 王錱
王錱（1825年—1857年），又作王珍，字璞山，男，湖南湘乡县人。湘军大将，创立老湘营，前后歼灭太平军十余万人，英年早逝。刘松山为其部将。

## 生平
祖父王之海是秀才出身，“待人无欺，遇贫困残疾人，寒则赠衣，饥则于食。”。父亲王宗麓，教学于乡里。王錱三岁時能能背诵經書。十岁读书家塾，读书时“常危坐终日不出，诵览不辍”，十四歲時，在家中墙上刷字：“置身万物之表，俯视一切，则理自明气自壮量自宏。”道光二十八年（1848年），成為羅澤南门生。咸丰二年（1852年）與县令朱孙诒、刘蓉開辦湘勇。治軍極嚴，閒時教士兵讀《孝經》、《四書》。
王錱招募六營三千多名新兵，但曾國藩命令“不超過三營”，去信說“恐兩個月後無餉可發”。幸好湖南巡撫駱秉章贈以一萬兩銀子，以為新兵訓練餉費。曾国藩认为王錱是“太汲汲于名利之人”，王錱回湘乡重募湘勇，受到湖南巡抚骆秉章賞識，咸丰七年三月带兵赴江西打仗，于吉水三曲滩，杀太平军将领沈元悦、卢友三，王錱部又斩杀平东王何胜权，大败杨辅清。自三曲滩、藤田、韶源三战大胜后，被太平军称“出队莫逢王老虎！”。王錱過度勞累，感染热疾，八月四日（9月21日）病死在江西乐安营中。临死前，将曾国藩所赠的《二十三史》留给張運蘭。年僅三十三歲，谥壮武。著有《練勇芻言》。

## 同輩
- 族弟：王開化
- 弟：王開琳